# Marquis (film 1989)
Marquis è un film del 1989 diretto da Henri Xhonneux.
Il soggetto è liberamente ispirato alla vita e agli scritti del celeberrimo Marchese de Sade. Per tutta la durata del lungometraggio, di produzione franco-belga, gli attori recitano indossando maschere dalle fattezze animalesche animate meccanicamente e sono pertanto doppiati.

## Trama
Il Marchese de Sade, rappresentato con le fattezze di un cocker antropomorfo, viene catturato ed imprigionato nella Bastiglia con l'accusa di blasfemia. Durante la prigionia il Marchese passa la maggior parte del tempo a scrivere e a dialogare col proprio pene di nome Colin (un fantoccio animato dotato di volto e di parola). In carcere il Marchese conosce Justine, giovane ragazza rappresentata come una mucca antropomorfa violentata e ingravidata dal re di Francia in persona e per questo fatta incarcerare per evitare il diffondersi della notizia. Tra i due nasce uno stretto rapporto che suscita l'invidia del carceriere Ambert, un ratto antropomorfo con la brama di essere sodomizzato dal Marchese, e per questo Justine viene da lui torturata e violentata; difatti Ambert successivamente riconoscerà il figlio di Justine come proprio facendo così decadere ogni possibile sospetto sulla vera identità del padre. Il Marchese viene coinvolto nell'organizzazione del tentativo di fuga di Lupino, lupo con ideali rivoluzionari, con l'aiuto di Juliette de Titane, nobile giumenta doppiogiochista anch'essa animata dagli stessi ideali di Lupino. Il film termina con la morte di Lupino e la fuga del Marchese dalla Bastiglia sempre col prezioso aiuto di Juliette che, inizialmente scoraggiata dalla dipartita di Lupino, decide di portare avanti la rivoluzione in compagnia di Colin. La scena finale vede la separazione del Marchese dal proprio pene, Colin, che decide di stare con Juliette perché innamorato di lei, mentre il Marchese si darà ad una vita tranquilla dedita alla scrittura.

## Personaggi
- Marchese: protagonista della storia, libertino e amante della prosa, ricoprirà un ruolo cardine nel compimento della rivoluzione francese, non essendo tuttavia mosso dagli stessi ideali di Lupino e Juliette.
- Colin: il pene del Marchese, privo di morale, sempre alla ricerca di fonti di eccitamento ed amante delle piccanti e perverse storie scritte dal Marchese.
- Ambert: carceriere della Bastiglia, goffo e depravato, sessualmente attratto dal Marchese e deriso dalle guardie carcerarie, rappresentati come polli, che lo chiamano "il merdoso".
- Justine: giovane donna di 20 anni incinta del figlio del re, anch'essa amante degli scritti del marchese. Morirà dando alla luce suo figlio.
- Don Pompero: prete della Bastiglia, rappresentato come un cammello, dalla dubbia morale religiosa, lussurioso ed ingannatore. Ruberà gli scritti del Marchese e li pubblicherà sotto lo pseudonimo "SADE" (Sans Adresse De l'Expéditeur, letteralmente: senza indirizzo del mittente) prendendosene tutto il merito.
- Juliette de Titane: nobildonna doppiogiochista mossa da ideali rivoluzionari. Morto Lupino, tenta il suicidio impiccandosi ma, una volta deposta sul letto dal Marchese, credendola morta, viene risvegliata da un bacio di Colin.
- Horace Pigonou: un contrabbandiere di carni, rappresentato come un maiale, imprigionato nella stessa cella di Lupino. Morirà assieme a quest'ultimo durante la fuga dalla Bastiglia.
- Lupino: prigioniero politico e rivoluzionario.
- Willem Von Mandarine: giornalista della "Gazette des Pays-Bas" in visita a Parigi, è rappresentato come un'aringa antropomorfa. Si offre di pubblicare gli scritti del Marchese che Don Pompero spaccia per propri.